# Гартиг, Лукаш
Лу́каш Га́ртиг (чеш. Lukáš Hartig, род. 28 октября 1976, д. Быхоры, ЧССР) — чешский футболист, нападающий. Известен по выступлениям в российской Премьер-лиге за «Зенит» из Санкт-Петербурга.
Отличительными чертами являлись агрессивность и неуступчивость в борьбе. Постоянным прессингом нагнетал на защитников команд соперников напряжение, заставляя их ошибаться.
Властимил Петржела, вспоминая в интервью о том, как привёл Гартига в «Зенит», сказал, что тогда «нужен был негласный лидер, который показал бы, как пугать соперников»., а на вопрос о неудаче Гартига в «Зените» Властимил ответил: «Лукаш начал очень хорошо, играл агрессивно, но, увы, мало забивал. Это была его основная проблема. К тому же раскрыться ему помешали травмы».

## Достижения
- Серебряный призёр чемпионата России: 2003
- Серебряный призёр чемпионата Словакии: 2005/06
- Серебряный призёр чемпионата Чехии: 2001/02
- Обладатель Кубка Премьер-Лиги: 2003